# 化龙堰镇
化龙堰镇，是中华人民共和国湖北省十堰市房县下辖的一个乡镇级行政单位。

## 行政区划
化龙堰镇下辖以下地区：
化龙村、西街村、李堰村、古城村、庄房村、高川村、西川村、长望村、桃园沟村、渭沟村、作峪沟村、上营村、上湾村、高桥村、汤峪河村、汪家河村和西岭村。